# Jack Starrett
Claude Ennis Starrett , Jr., detto Jack (Refugio, 2 novembre 1936 – Sherman Oaks, 27 marzo 1989), è stato un attore e regista statunitense.

## Biografia
Di origini texane, Starrett esordì sul grande schermo a metà degli anni '60 in piccoli ruoli in film di serie B. Il suo esordio alla macchina da presa è del 1969, con il film Corri, Angel, corri!. L'anno dopo girò Un mucchio di bastardi, opera sulla guerra del Vietnam. Nel 1973 girò Cleopatra Jones: licenza di uccidere, un action-movie con l'ex modella Tamara Dobson. Nel 1974 girò quella che è considerata la sua opera migliore, I fratelli Dion, che in Italia non è mai uscito in sala.
Uno dei suoi ultimi lavori cinematografici è In corsa con il diavolo, un horror satanico con Peter Fonda. Lavorò anche per la televisione e diresse alcuni episodi di Hazzard e Starsky & Hutch. Da attore recitò in diversi film, tra cui Mezzogiorno e mezzo di fuoco (1974) e Rambo (1982), nei panni del vice sceriffo Arthur Galt. Starrett morì per insufficienza renale nel 1989 ed è sepolto nel Forest Lawn Memorial Park di Los Angeles, California.

## Filmografia parziale

### Regista
- Corri, Angel, corri! (Run, Angel, Run!) (1969)
- Un mucchio di bastardi (Nam's Angels) (1970)
- Guerriero rosso - la lunga vendetta Apache (Cry Blood, Apache) (1970)
- Una maledetta piccola squaw (The Strange Vengeance of Rosalie) (1972)
- Slaughter - Uomo mitra (Slaughter) (1972)
- Cleopatra Jones: licenza di uccidere (Cleopatra Jones) (1973)
- I fratelli Dion (The Gravy Train) (1974)
- In corsa con il diavolo (Race with the Devil) (1975)
- Caccia aperta (A Small Town in Texas) (1976)
- Una vera amicizia (Thaddeus Rose and Eddie) (1978)

### Attore
- Mezzogiorno e mezzo di fuoco (1974)
- Rambo (1982)

### Serie Tv
- Supercar 3 episodi (The Topaz Connection-Operazione Topazio) (1983)- Hagen 1 Stag - Ep16

(K.I.T.T. the Cat - Gatto K.I.T.T.) (1983)- Lt. George Barth 2 Stag - Ep7
(Sky Knight - Due secondi per vivere) (1985) - Sceriffo 4 Stag - Ep4
- A-Team 1 episodio (The Duke Of Whispering Pines - Che fine ha fatto Jason Duke?) (1986) - Wade Blackburn 4 Stag - Ep18